# Christian Rubeck
Christian Rubeck est un acteur norvégien né le 14 décembre 1980 à Moss dans le comté d'Østfold.

## Filmographie

### Cinéma
- 2004 : Millions : Jerome
- 2006 : Nouvelle Donne : Lars
- 2007 : Andropia
- 2008 : S.O.S. Svartskjær : Jens
- 2008 : La Femme dans le frigo : Kjetil
- 2008 : Opération sabotage : Kolbein Lauring
- 2009 : Rottenetter : Jonny Kristiansen
- 2010 : En helt vanlig dag på jobben : Per
- 2011 : Age of Heroes : le mannequin
- 2011 : Hjelp, vi er i filmbransjen : Wilhelm Krag
- 2013 : Hansel et Gretel : Witch Hunters : Tracker Jonathan
- 2013 : Kill Buljo 2 : Bleik Carrington
- 2013 : Seksten en halv time : Christopher
- 2014 : Amnesia : Thomas
- 2014 : Dead Snow: Red vs. Dead : le politicien
- 2014 : High Point : Christian
- 2016 : No Way Out : Kay
- 2016 : Alliés : Lars
- 2017 : Follow Me Down : Christian
- 2017 : Seven Sisters : Joe
- 2018 : Swimming with Men
- 2019 : Voyage au bout de la Terre (Amundsen) : Leon Amundsen (no)
- 2021 : The Trip (I onde dager) de Tommy Wirkola : Dave

### Télévision
- 2004 : Wild West : un touriste (1 épisode)
- 2004 : Hawking: La Tête dans les étoiles : un journaliste
- 2005 : Miss Marple : Rudi Schertz (1 épisode)
- 2005 : Dream Team : Asa Maloin (1 épisode)
- 2005 : The Search for the Northwest Passage : Gustav Wiik
- 2005 : Rencontre au sommet : le conseiller allemand
- 2005 : E=mc2 : Une biographie de l'équation : Otto Hahn
- 2005 : Aux origines de l'humanité : Otto Hahn
- 2005 : Blitz: London's Firestorm : le pilote de Messerschmitt
- 2006 : Hotel Babylon : M. Rautenan (1 épisode)
- 2007 : Nattsøsteren : Nils Bergman (4 épisodes)
- 2014 : Det tredje øyet : Håvard de Lange (10 épisodes)
- 2014-2015 : Kampen for tilværelsen : Rutger (3 épisodes)
- 2015 : Heavy Water War: Les Soldats de l'ombre : Claus Helberg (6 épisodes)
- 2015 : The Interceptor : Forsberg le viking (2 épisodes)
- 2016 : Nobel : Johan Ruud, Ministre des Affaires étrangères (8 épisodes)
- 2017 : Genius : Werner Heisenberg (1 épisode)
- 2018 : Doctor Who : Erik (1 épisode)

### Jeu vidéo
- 2004 : TOCA Race Driver 2 : Stellan Hansen